# Operace Poštmistr (film)
Operace Poštmistr (angl. The Ministry of Ungentlemanly Warfare) je špionážní akční komedie z roku 2024, kterou režíroval a napsal britský režisér Guy Ritchie podle motivy knihy Damiena Lewise Churchill's Secret Warriors: The Explosive True Story of the Special Forces Desperadoes of WWII z roku 2014 a skutečné události v roce 1942. V příběhu o operaci Postmaster, ve které bylo hlavním úkolem potopit německou zásobovací loď za 2. světové války, ztvárnili hlavní role Henry Cavill, Eiza González, Alan Ritchson, Henry Golding a Alex Pettyfer.
Snímek měl premiéru 13. dubna 2024 v New Yorku a do amerických kin byl uveden 19. dubna 2024. Film byl měsíc po premiéře, 10. května, uveden také na streamovací službě Amazon Prime Video.

## Obsah
Ke konci roku 1941, během probíhající druhé světové války, se Spojené království snaží zastavit pokusy nacistického Německa o ovládnutí Evropy. Během války je Londýn pravidelně bombardován německými letouny Luftwaffe a zásobovací a pomocné lodě na Atlantiku jsou neustále potápěny německými ponorkami. Generál Colin Gubbins se proto s podporou premiéra Winstona Churchilla začne připravovat na zahájení operace Postmaster, jejímž cílem je narušit zásobovací operace nacistických ponorek na ostrově Fernando Po. Zatímco agenti SOE Marjorie Stewartová a Richard Heron odjíždějí vlakem, Gubbins pověřuje Guse March-Phillipse sestavením pozemního týmu, který má zničit italskou zásobovací loď Duchessa d'Aosta a dva k ní připojené remorkéry.
S využitím neutrálního švédského rybářského trawleru se Gus a jeho spojenci Graham Hayes, Freddy Alvarez a dánský námořní důstojník Anders Lassen (jediný nebritský poddaný, který byl vyznamenán Viktoriiným křížem) vydávají na pomalou plavbu do Fernando Po. Během plavby se tým také na jeden den odchýlí, aby osvobodil Geoffreyho Appleyarda z nacistického zajetí, kterého Gubbins poslal napřed, ale během cesty byl zajat agenty gestapa.
Mezitím Marjorie a Heron dorazí na Fernando Po. Využijí tamní ilegální hernu k náboru posil do Gusova týmu, zatímco Marjorie svede velitele SS Heinricha Luhra. Poté, co se Gus dozví, že zásobovací loď Duchessa hodlá odplout o tři dny dříve, než bylo plánováno, nechá svou tajnou posádku proplout britskou námořní blokádou nacisty okupované západní Afriky, přestože ví, že v případě odhalení jejich nepovolené mise budou zatčeni.
V noci zamýšleného náletu se Marjorie a Heron dozvědí, že Luhr nechal navzdory výhradám italského atašé zesílit trup Duchessy. Sotva jsou na to včas upozorněni, Gus a Appleyard se rozhodnou, že nejlepším řešením je unést lodě a použít je jako výměnný obchod poté, co špeh v Gubbinsově štábu prozradí misi vyššímu velení. Přestože Luhr nakonec přichází na stopu, únos je nakonec úspěšný. Po doručení člunů britské flotile u Lagosu je tým přesto zatčen. Zatímco čekají na válečný soud, jsou zachráněni a naverbováni Churchillem jako součást jeho „ministerstva“ (v originále The Ministry of Ungentlemanly Warfare), protože jejich akce nejenže vážně poškodily námořní sílu nacistů, ale také umožnily Spojeným státům, které nedávno vstoupily do války po japonském útoku na Pearl Harbor, aby se připojily k evropskému boji.

### Závěrečné titulky
Montáž detailů před závěrečnými titulky odhaluje několik protagonistů z operace – Guse, který se stal válečným hrdinou a během války vedl několik podobných náletů, než se oženil s Marjorie na začátku její herecké kariéry; Appleyarda, který obdržel za svou roli v misi několik uznání; Hayes se stal velmi úspěšným špionem, který přežil rok nacistického mučení, aniž by promluvil; Lassen se pak až do své smrti v roce 1945 účastnil náletů; Ian Fleming, který v této době patřil do Gubbinsova okruhu, použil operaci Postmaster jako inspirační základ pro své romány o Jamesi Bondovi.

## Obsazení
- Henry Cavill jako Gus March-Phillipps
- Eiza González jako Marjorie Stewartová
- Alan Ritchson jako Anders Lassen
- Henry Golding jako Freddy Alvarez
- Alex Pettyfer jako Geoffrey Appleyard
- Hero Fiennes Tiffin jako Henry Hayes
- Babs Olusanmokun jako Richard Heron
- Cary Elwes jako Brigadier Gubbins 'M'
- Til Schweiger jako Heinrich Luhr
- Henry Zaga jako Captain Binea
- Rory Kinnear jako Winston Churchill
- Danny Sapani jako Kambili Kalu
- Freddie Fox jako Ian Fleming